# IMAM Ro.37
L'IMAM Ro.37 Lince era un monomotore da ricognizione biplano sviluppato dall'azienda aeronautica italiana IMAM nella prima metà degli anni trenta e prodotto, oltre che dalla stessa, anche su licenza dalla Avio Industrie Stabiensi (AVIS) e dalla Caproni di Taliedo.
Realizzato in due versioni, Ro.37 a motore V12 raffreddata a liquido e Ro.37bis a radiale raffreddato ad aria, venne utilizzato principalmente dalla Regia Aeronautica prestando servizio durante la guerra d'Etiopia, la guerra civile spagnola nei reparti dell'Aviazione Legionaria e nella prima fase del seconda guerra mondiale.
I Ro.37 conobbero un discreto successo nell'esportazione, venendo impiegati anche dalle aeronautiche ungherese, afghana e da alcune nazioni del centro e sud America.

## Storia del progetto
All'inizio degli anni trenta il Ministero dell'aeronautica emise una specifica per la fornitura di un nuovo velivolo leggero da ricognizione terrestre; tra le caratteristiche richieste il raggiungimento di una velocità massima di 350 km/h, un'autonomia di 5 ore, la capacità di operare da campi d'aviazione improvvisati e la dotazione bellica di tre mitragliatrici e una spezzoniera.
La IMAM propose il Ro.30, un velivolo sostanzialmente derivato dal Ro.1, anch'esso derivato strettamente da un progetto dell'olandese Fokker, ma dopo le valutazioni la commissione esaminatrice non ne risultò impressionata. Benché venne richiesta una piccola serie si decise di progettare un velivolo completamente nuovo, Il Ro.37.
Il progetto venne affidato a Giovanni Galasso che realizzò un velivolo di concezione tradizionale dalla configurazione alare sesquiplana, con rivestimento in alluminio e tela. Concepito per la ricognizione e l'appoggio ravvicinato, prevedeva una coppia di mitragliatrici anteriori più una terza brandeggiabile nell'abitacolo dell'osservatore, che godeva di un'ampia visuale anche grazie alle vetrature in fusoliera. Il Ro.37 disponeva di attacchi subalari e in fusoliera per un carico di bombe di circa 150 kg.
Molto curata era la parte aerodinamica, che vedeva il motore a V, un Fiat A.30 RA bis 12 cilindri (lo stesso dei caccia Fiat C.R.32), accuratamente profilato. Il motore azionava un'elica bipala in legno.
Complessivamente il Ro.37 possedeva una notevole autonomia e una discreta velocità orizzontale e di salita, che permettevano evoluzioni acrobatiche.
Il prototipo, immatricolato con marche militari MM. 220, venne realizzato negli stabilimenti IMAM di Capodichino e portato in volo dall'Aeroporto di Napoli-Capodichino il 6 novembre 1933, ai comandi del pilota collaudatore Nicolò Lana.

## Tecnica
Il Ro.37 era un velivolo dall'aspetto convenzionale per l'epoca; monomotore, biplano con carrello fisso.
La fusoliera era realizzata in tecnica mista, con la struttura in tubi d'acciaio al cromo-molibdeno ricoperta da pannelli in duralluminio fino alla postazione posteriore e, proseguendo, in tela; era caratterizzata da due abitacoli aperti in tandem, l'anteriore per il pilota ed il posteriore per l'osservatore e mitragliere, dotati di doppi comandi con barra posteriore amovibile protetti da parabrezza frangivento e, nella postazione posteriore, di una serie di finestrature laterali apribili a scorrimento. Posteriormente terminava in un impennaggio classico realizzato in tecnica mista a singola deriva e piani orizzontali controventati con montanti in tubo d'acciaio.
La configurazione alare era biplano-sesquiplana entrambe a pianta rettangolare con raccordi rastremati alle estremità, con l'ala superiore, l'unica dotata di alettoni, posta alta a parasole e dall'apertura di 11,08 m contro i soli 9,39 m dell'inferiore, montata bassa sulla fusoliera. Erano realizzate in tecnica mista, trilongherone in duralluminio abbinati a centine in legno, rivestite in tela o in fogli di compensato. Le ali erano collegati tra loro tramite due robusti montanti integrati da tiranti in cavetto d'acciaio mentre il piano centrale superiore era collegato alla fusoliera con due terne di montanti e due crociere.
Il carrello d'atterraggio era un semplice triciclo convenzionale, fisso, con elementi anteriori a ruote indipendenti, ammortizzato, dotato di freni pneumatici azionabili separatamente dalla pedaliera ed integrato da un ruotino d'appoggio orientabile e non carenato situato in coda.
La propulsione era affidata, nella versione Ro.37, ad un motore Fiat A.30 RA bis posizionato sul muso, un 12 cilindri a V a ciclo Otto raffreddato a liquido alimentato a benzina avio a basso numero di ottano, dotato di radiatore posto sulla parte inferiore, capace di erogare una potenza di 600 CV (441 kW) ed abbinato, tramite una riduzione, ad un'elica bipala in legno a passo variabile in volo. I serbatoi di combustibile erano quattro, posizionati due nella struttura della fusoliera e due nel pianetto posto tra le due semiali superiori, per una capacità complessiva di 724 litri.
La dotazione prevedeva un'apparecchiatura radio ricetrasmittente e una fotocamera aerofotoplanimetrica OMI tipo A.G.R.61 formato 13x18.
L'armamento consisteva in una coppia di mitragliatrici Breda-SAFAT calibro 7,7 mm posizionate in caccia sul muso e dotate di caricatori da 500 colpi per arma ed integrate da un'altra Breda-SAFAT da 7,7 mm brandeggiabile in postazione dorsale azionabile dall'osservatore. Inoltre era equipaggiato con un carico bellico consistente in una coppia di bombe da 36 kg o, in alternativa, 72 spezzoni da 2 kg caricati nella spezzoniera ventrale.

## Impiego operativo

### Guerra d'Etiopia
Vennero utilizzati in 40 esemplari dalla 103ª Squadriglia, 105ª Squadriglia, 108ª Squadriglia, 109ª Squadriglia e 110ª Squadriglia.

#### Guerra civile spagnola
Come molti altri aerei italiani del periodo venne testato durante la Guerra civile spagnola, principalmente nel ruolo di ricognitore e per missioni di appoggio ravvicinato, come ad esempio nella 128ª e 120ª Squadriglia.

#### Seconda guerra mondiale
All'entrata in guerra dell'Italia i Ro.37 e Ro.37bis costituivano la spina dorsale dei reparti di osservazione, oltre ai 283 velivoli in Italia, diversi velivoli erano assegnati ai reparti nelle colonie. Africa settentrionale e Balcani i teatri che videro l'impiego del biplano. In quest'ultimo scacchiere, i Ro.37, inviati in volo senza scorta, erano facile preda dei Gloster Gladiator e - ancor più - degli Hawker Hurricane britannici di supporto all'aeronautica militare ellenica. Come avvenne il 2 dicembre 1940. Quel giorno, alle 11, nell'area di Argyrokastron, l'asso sudafricano della RAF Marmaduke Pattle abbatté il Ro.37bis della 42ª Squadriglia, 72º Gruppo O.A., uccidendo il Sergente Luigi Del Mancino (medaglia d'argento al valor militare) e il suo osservatore, Tenente Michele Milano (medaglia d'oro al valor militare). Alle 14.30 dello stesso giorno, Pattle avvistava altri due Ro.37bis, sempre del 72º Gruppo O.A., nei pressi di Permet. Pattle e il Pilot Officer Samuel George Cooper, senza farsi scorgere, si posizionavano in coda ai due Ro. e simultaneamente facevano fuoco, abbattendo i due ricognitori e uccidendo i membri degli equipaggi: i Capitani Gardella e Fuchs ed i Sergenti Leoni e Vescia.
Nei 6 mesi di operazioni del fronte greco albanese, gli Ro.37 hanno svolto 1.683 ore di volo delle quali 633 per ricognizione e 900 per appoggio tattico lanciando 99.000 kg di bombe.
Rimosso progressivamente dal servizio di prima linea, tutti i Ro.37 e Ro.37bis erano già stati radiati prima dell'armistizio.

## Utilizzatori
Afghanistan
- Afghan Hawa-e Ourdou: 16 esemplari Ro.37bis, in servizio nel periodo 1937 - 1941;

 Austria
- Heimwehr Flieger Korps: 8 esemplari Ro.37bis, in servizio nel periodo 1937 - 1938;

 Ecuador
- Fuerza Aérea del Ejército Equatoriana: 10 esemplari Ro.37bis, in servizio nel periodo 1937 - 1941;

 Italia
- Regia Aeronautica
  - Aviazione Legionaria

 Spagna
68 esemplari Ro.37bis, in servizio nel periodo 1936 - 1945;
- Aviación Nacional
- Ejército del Aire

 Ungheria
- Magyar Királyi Honvéd Légierő: 14 esemplari Ro.37bis, in servizio nel periodo 1939 - 1941, armati con mitragliatrici Gebauer 1926/31.M;

 Uruguay
- Aeronáutica Militar: 6 esemplari Ro.37bis, in servizio nel periodo 1937 - 1945;

Nelle diverse versioni per l'esportazione i Ro.37 e Ro.37bis furono equipaggiati con motori diversi:
| Motore             | Tipo            | Potenza          | Velocità | Autonomia |
| ------------------ | --------------- | ---------------- | -------- | --------- |
| Fiat A.30 R.A.     | 12 cilindri a V | 550 CV a 3.000 m | 297 km/h | 1.750 km  |
| Piaggio P.X R      | radiale         | 700 CV a 1.000 m | 310 km/h | 1.600 km  |
| Piaggio P.XI Re.30 | radiale         | 950 CV a 3.000 m |          |           |
| Gnome-Rhône 14K    | radiale         | 870 CV a 3.200 m |          |           |

## Varianti e sviluppi

### Ro.37 bis
Ro.37bis: Evoluzione del Ro.37 con radiale Piaggio P.IX RC.40, che consentì un complessivo miglioramento delle prestazioni. L'aereo adottava un'elica tripala.

### Ro.43
- Ro.43: per dotare la Regia Marina di un analogo ricognitore venne sviluppato l'IMAM Ro.43, che volò per la prima volta nel 1934. Pur mantenendo una struttura simile a quella del Ro.37, non si trattava di una sua versione idrovolante, in quanto differiva per la diversa struttura alare, con ala superiore ed inferiore a gabbiano, entrambe collegate direttamente alla fusoliera.

### IMAM Ro.45
L'IMAM Ro.45 era un'ulteriore evoluzione del Ro.37. Il prototipo, che volò per la prima volta nel dicembre 1935, manteneva la stessa configurazione del Ro.37, e si differenziava principalmente per il più potente motore Isotta Fraschini Asso XI RC.40 da 835 CV. Il fatto che il miglioramento delle prestazioni non fosse particolarmente significativo, ne fece arrestare ben presto lo sviluppo.

## Velivoli attualmente esistenti

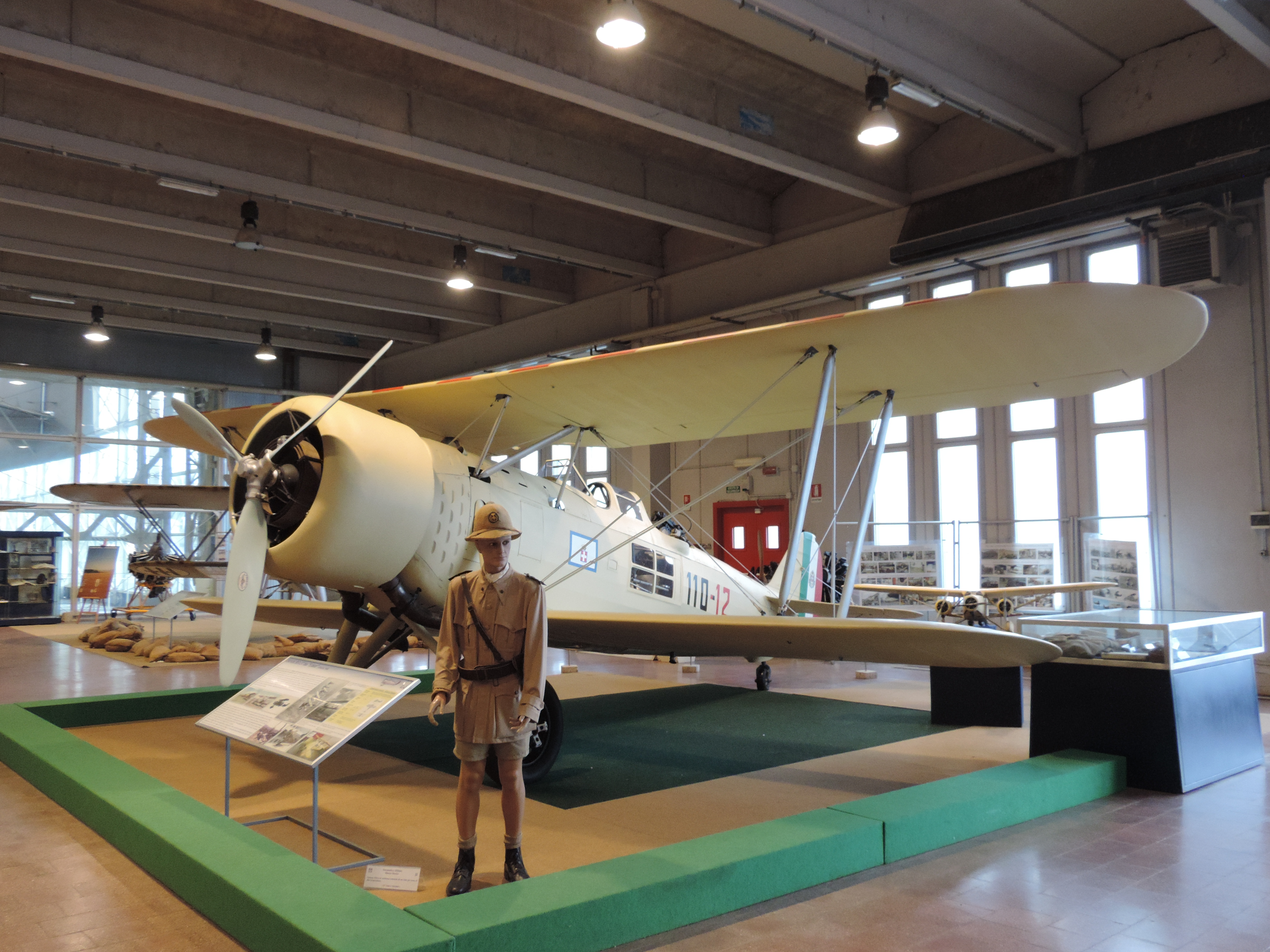
Un Ro.37bis esposto al Museo storico dell'Aeronautica Militare.

Nel 2006 sono stati ritrovate in Afghanistan le carcasse di alcuni esemplari appartenuti all'Afghan Air Force dalle quali, con un'operazione di restauro effettuata congiuntamente dalle società Celin Avio, Finmeccanica, Piaggio Aero Industries e Volandia, è stato ricostruito l'esemplare MM11341 esposto a Volandia per alcuni mesi fino all'ottobre 2012. Attualmente il velivolo si trova nell'hangar Velo del Museo storico dell'Aeronautica Militare.